# Elisabeth Johanna Koning
Elisabeth Johanna Koning (Haarlem, 1 de març de 1816 – Rotterdam, 25 de juny de 1887) fou una pintora neerlandesa especialitzada en bodegons.

## Biografia

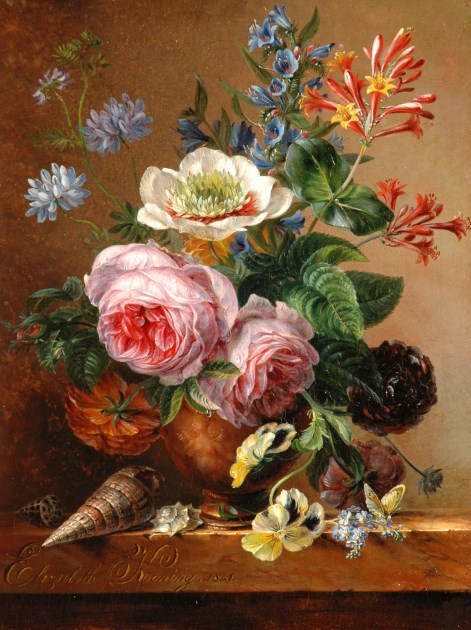
Bodegó de flors, 1841

Koning va néixer en Haarlem i va ser alumna de Henriëtte Ronner-Knip És considerada com a nen prodigi i als nou anys, el 1825, va ser honrada amb poder exposar els seus dibuixos d'animals en Tentoonstelling Nationale Nijverheid (Mostra Industrial Nacional) en Haarlem. El 1844 va ser nomenada membre honorari de Kunst zij ons doel i un any més tard com a membre de la Koninklijke Academie van Beeldende Kunsten en Amsterdam.
El 1859 va contreure matrimoni amb el capità de vaixell Sybrand Stapert i li va acompanyar a un viatge a Indonèsia, pels seus dibuixos de la vida de mar realitzats durant aquest viatge se li va concedir ser membre honorari del Club Naturalista d'Indonèsia, però el matrimoni va tornar als Països Baixos el mateix any i es van establir en Groningen Després del seu matrimoni ella va signar els seus treballs com «EJS geb. K» (abreviatura d'Elisabeth Johanna Stapert, nascuda Koning). El seu treball botànic d'Indonèsia és considerat com el seu llegat més important, però les seves pintures de flors van ser guardonades amb premis i adquirides per col·leccions públiques durant la seva vida.